# 54 Александра
54 Алекса́ндра — астероїд головного поясу, відкритий в Парижі Германом Ґольдшмідтом 10 вересня 1858 року. Названий на честь мандрівника і натураліста Александера фон Гумбольдта.
Тіссеранів параметр щодо Юпітера — 3,304.